# Kaitajärvi (sjö i Sulkava, Södra Savolax)
Kaitajärvi är en sjö i kommunen Sulkava i landskapet Södra Savolax i Finland. Arean är 34 hektar och strandlinjen är 5,11 kilometer lång. Sjön  ingår i Vuoksens huvudavrinningsområde.   Den ligger omkring 47 kilometer öster om S:t Michel och omkring 250 kilometer nordöst om Helsingfors. 